# Hernando de Cabezon
 (juin 2025).
Si vous disposez d'ouvrages ou d'articles de référence ou si vous connaissez des sites web de qualité traitant du thème abordé ici, merci de compléter l'article en donnant les références utiles à sa vérifiabilité et en les liant à la section « Notes et références ».
Hernando de Cabezón (Madrid, baptisé le 7 septembre 1541, Valladolid, 1er octobre 1602) est un compositeur et organiste espagnol, fils d'Antonio de Cabezón. 
Reconnu pour les publications de son père (tablature) dans le recueil Obras de música para tecla, arpa y vihuela (Madrid, 1578) seules quelques-unes de ses œuvres personnelles subsistent encore aujourd'hui. Son frère cadet Juan a également laissé dans ce même recueil Glosado.

## Biographie
Né à Madrid, Hernando de Cabezon a probablement étudié la musique avec son père. De janvier à décembre 1559, il est employé à la chapelle royale, où travaillait avant lui son père, en tant qu'organiste suppléant.

### Au service de la cour d'Espagne
En 1563, il est nommé organiste de la cathédrale de Sigüenza et, à la mort de son père en 1566, il lui succède en tant qu'organiste royal. Comme son père, il accompagne la cour dans ses déplacements, ce qui l'amène notamment au Portugal, où il réside entre 1580 et 1581. En 1598, à la mort de Philippe II d'Espagne, Cabezón poursuit sa mission d'organiste royal auprès de son fils Philippe III d'Espagne. Il rédige son testament en 1598 et meurt quatre ans plus tard à Valladolid.

## Compositions
Seules quelques compositions de Cabezón ont survécu. On se souvient surtout de lui pour Obras de música para tecla, arpa y vihuela (Madrid, 1578), un vaste recueil de musique de son père (comprenant également cinq pièces d'Hernando). Les Obras constituent la source la plus importante de l'œuvre d'Antonio de Cabezón. Les œuvres d'Hernando comprennent une mise en musique pour orgue de l'Ave maris stella et plusieurs intabulations pour clavier. Toutes ces pièces sont d'une très grande qualité, et les intabulations se distinguent par leurs écarts assez radicaux par rapport aux (originaux) vocaux.

## Discographie

### Vinyle
- Cécile Dolmetsch, Les Goûts-Réunis : Luis de Milan, Hernando de Cabezón, Georg Philipp Telemann, Jean-Baptiste de Boismortier, Godfrey Finger, François Couperin. CRLP 10, Chantry Records

### CD
- Amstedram Loeki Strardus Quartet, La Spagna Music at the Spanish Court, Editions de L'Oiseau-Lyre / Decca 1996
- Jeremy West, Timothy Roberts, Paula Chateauneuf, Frances Kelly, The Age of Extravagance : Virtuoso music from Iberia and Italy. Francisco Correa de Arauxo, Francisco de Peraza, Giovanni Girolamo Kapsberger, Giovanni Battista Fontana, Claudio Merulo, Giovanni Bassano, Diego Ortiz, Tarquinio Merula.Hyperion, 1998
- Fretwork, Armada, Music from the courts of England and Spain, Erato / Warner Classics, 2000
- Thomas Wimmer, Ensemble Accentus, Antonio de Cabezon, Tientos y Glosados, Naxos, 8554836, 2001

- Véronique Musson-Gonneaud, Cabezón, Pour un plaisir Intrabulations by Antonio de Cabezón and his contemporaries. 94 351 Brillant Classics 2010
- Skip Sempé, Memorandum XXI, Écrits & Entretiens sur la musique & Interprétation, Paradizo, 2013

- Fahmii Alqhai, Academia del Piacere, Rediscovering Spain Fantasias, differencias & Glosas, Francisco Guerrero, Bartolomé de Selmy y Salaverde, Juan Cabanilles, Enrike Solinis. Alquhai & Alqhai, 2013